# 卢永福
卢永福（1922年12月—），男，陕西西安人，中国翻译家，中国翻译协会理事，中国作家协会会员。毕业于西北大学俄文专业。

## 生平
1922年，卢永福出生在陕西省西安市。
1946年，卢永福从西北大学俄文专业毕业，曾在陕西各地当教师。
中华人民共和国建国后，卢永福在中国人民解放军中央军事委员会办公厅工作，后调到人民文学出版社工作。
1979年，卢永福加入中国作家协会。

## 作品
- 《普希金文集》（亚历山大·谢尔盖耶维奇·普希金，共七卷）
- 《马雅可夫斯基选集》（弗拉基米尔·弗拉基米罗维奇·马雅可夫斯基）
- 《蕾莉与马杰农》（波斯内扎米）
- 《大地神》、《人子耶稣》（黎巴嫩纪伯伦·哈利勒·纪伯伦）

## 奖项
- 1999年，俄罗斯联邦政府授予其“普希金纪念奖章”。
- 2004年，中国翻译协会“资深翻译家”荣誉称号。[3]